# 阿里·阿巴西
阿里·阿巴西（波斯語：علی عباسی；1981年10月28日—）是伊朗出身的電影導演，目前定居在丹麥哥本哈根。

## 生平
阿里·阿巴西原本於伊朗時就讀阿米爾卡比爾理工大學，2002年時前往瑞典皇家科學院攻讀建築學，並於2007年畢業。而後他又移居丹麥，就讀丹麥國家電影學院。他雖然定居於哥本哈根，但仍持伊朗國籍。
2018年，他完成第2部電影《邊境奇譚》，全片為瑞典語發音，進入第71屆坎城影展一種注目單元，最終獲得最大獎一種注目最佳影片；本片也被瑞典選為角逐奧斯卡獎最佳外語片的代表，但並未獲得提名，惟本片另外獲得最佳化妝與髮型設計獎提名。
2022年，他執導的第3部劇情長片《聖蛛》獲選為第75屆坎城影展正式競賽片，最終獲得最佳女演員獎，爾後更代表丹麥角逐第95屆奥斯卡金像獎最佳國際影片獎。

## 電影作品

### 劇情長片
- 2016年：《雪萊（丹麥語：Shelley (film)）》（Shelley）
- 2018年：《邊境奇譚》（Gräns）
- 2022年：《聖蛛》（Holy Spider）
- 2024年：《狂人法則》（The Apprentice）

### 電視劇集
- 2023年：《最後生還者》（The Last of Us；僅2集）

## 外部連結
- 阿里·阿巴西在互联网电影资料库（IMDb）上的資料（英文）